# 圣米格尔-杜斯坎普斯
圣米格尔-杜斯坎普斯（葡萄牙語：São Miguel dos Campos）是巴西阿拉戈斯州的一个市镇。总面积360.85平方公里，总人口54064人，人口密度149.8人/平方公里。